# Wolfgang Bötsch

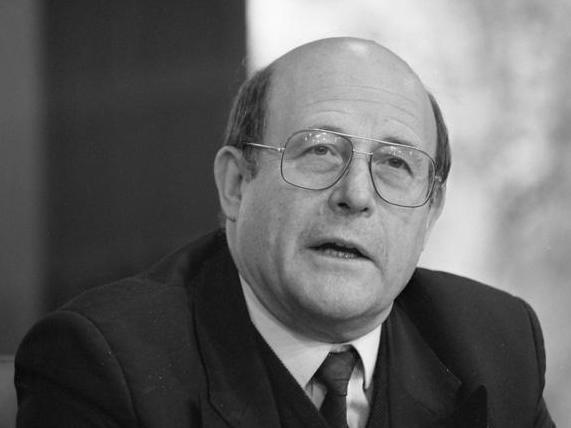
Wolfgang Bötsch auf einer Pressekonferenz in Bonn, 1990

Wolfgang Bötsch (* 8. September 1938 in Bad Kreuznach; † 14. Oktober 2017 in Würzburg) war ein deutscher Politiker (CSU). Er war von 1993 bis 1997 letzter Bundesminister für Post und Telekommunikation.

## Leben und Beruf
In Bad Kreuznach geboren, wuchs Bötsch in Unterfranken auf. Nach dem Abitur 1958 leistete er Wehrdienst bei der Luftwaffe. Ab 1959 studierte er Rechts- und Staatswissenschaften an der Julius-Maximilians-Universität Würzburg und der Deutschen Hochschule für Verwaltungswissenschaften Speyer. Nach dem Rechtsreferendariat bestand er auch das zweite juristische Staatsexamen und promovierte 1970 zum Dr. jur. utr. Bötschs Dissertation trägt den Titel Die verschiedenen Wege zur Ausschaltung von Splitterparteien im freien Teil Deutschlands. Von 1968 bis 1974 war er als Stadtrechtsrat in Kitzingen tätig, ab 1974 als Oberregierungsrat bei der Regierung von Unterfranken.
Zur politischen Tätigkeit kamen diverse Funktionen in der Wirtschaft: Wolfgang Bötsch gehörte den Aufsichtsräten der BI-LOG AG, Aktiengesellschaft für Logistiklösungen, Bamberg, und der Com & Con AG, Grünwald (Vorsitzender) an. Außerdem war er als Berater für die Lobbyagentur EUTOP München, die InfraTec Consult GmbH Eisingen, die MS Management-Service AG St. Gallen (Schweiz) sowie die SUP-Societät für Unternehmensplanung GmbH Frankfurt am Main tätig.
Ab 1998 arbeitete Bötsch für die Gemini Consulting. 2000 trat er als Spezialist für Staats- und Telekommunikationsrecht in die Kanzlei Gassner, Stockmann und Kollegen (heute GSK Stockmann) ein. Für 300.000 DM jährlich beriet er außerdem den Medienunternehmer Leo Kirch.
Wolfgang Bötsch war verheiratet und hatte zwei Kinder, darunter die Würzburger Stadträtin  Christine Bötsch (CSU).

## Partei
Seit 1960 war er Mitglied der CSU. Hier engagierte er sich zunächst beim RCDS und in der Jungen Union. Von 1973 bis 1991 war er Vorsitzender des CSU-Kreisverbandes Würzburg-Stadt.

## Abgeordneter
Von 1972 bis 1976 war Wolfgang Bötsch Mitglied des Stadtrats von Würzburg, 1974 bis 1976 außerdem des Bayerischen Landtages.
Von 1976 bis 2005 gehörte er dem Deutschen Bundestag an. Hier war er von 1982 bis 1989 Parlamentarischer Geschäftsführer der CDU/CSU-Bundestagsfraktion. Von April 1989 bis Januar 1993 war er Vorsitzender der CSU-Landesgruppe und Erster Stellvertretender Vorsitzender der CDU/CSU-Bundestagsfraktion. Von Oktober 1998 bis Oktober 2002 war er schließlich Justiziar der CDU/CSU-Bundestagsfraktion.
Wolfgang Bötsch ist stets als direkt gewählter Abgeordneter des Wahlkreises Würzburg in den Bundestag eingezogen.

## Öffentliche Ämter
Nach dem Rücktritt von Christian Schwarz-Schilling trat er am 21. Januar 1993 als Bundesminister für Post und Telekommunikation in die von Bundeskanzler Helmut Kohl geführte Bundesregierung ein. In seine Amtszeit fiel die Vorbereitung der Privatisierung der Deutschen Bundespost, die zur Auflösung des Postministeriums zum 31. Dezember 1997 führte. Bötsch schied damit aus der Bundesregierung aus. Ab dem 1. Januar 1998 wurden dann die verbliebenen Aufgaben des Postministeriums vom Bundesministerium der Finanzen, vom Bundesministerium für Wirtschaft sowie von der neu gegründeten Regulierungsbehörde übernommen.

## Ehrungen
1997 wurde er mit dem Großen Verdienstkreuz mit Stern und Schulterband des Verdienstordens der Bundesrepublik Deutschland geehrt.